# Seppo Lindblom
Seppo Olavi Lindblom, född 9 augusti 1935 i Helsingfors, är en finländsk bankman och politiker. Han är son till Olavi Lindblom och far till Sari Lindblom.
Lindblom var statsministersekreterare 1968–1970 och föreståndare för Arbetarrörelsens ekonomiska forskningsinstitut 1970–1972 samt 1973–1974 överdirektör vid Finansministeriet. Han var industriminister 1972 och dömdes följande år till böter för sin inblandning i den så kallade Zavidovoaffären; handels- och industriminister 1983–1987.
Han blev 1974 direktör vid Finlands Bank och medlem av dess direktion 1982 samt utsågs 1988 till koncernchef för Postbanken, en post han blev tvungen att lämna 1995 på grund av svårigheterna under bankkrisen i början av 1990-talet.
År 2002 blev han politices doktor på en avhandling om välfärdsstatens utmaningar. År 2009 utgav han boken Manun matkassa, där han redogjorde för sitt mångåriga samarbete på olika poster med Mauno Koivisto.